# Mniobryum brevisetum
Mniobryum brevisetum är en bladmossart som beskrevs av Heinrich Wilhelm Reichardt 1870. Mniobryum brevisetum ingår i släktet Mniobryum och familjen Bryaceae. Inga underarter finns listade i Catalogue of Life.